# Вичаз, Юрий
Ю́рий Ви́чаз, немецкий вариант — Георг Леманн, чешский вариант — Йиржи Вичаз, псевдоним — Юрий Вичаз-Пражкий (в.-луж. Jurij Wićaz, Jurij Wićaz-Praski, нем.  Lehmann, чеш. Jiří Wičaz; 19 октября 1899 года, деревня Шпитль, Лужица, Германия — 22 января 1974 года, Прага, Чехословакия) — серболужицкий писатель, журналист и переводчик.

## Биография
Родился 19 октября 1899 года в крестьянской семье в деревне Шпитль в окрестностях города Каменц, Лужица. Окончил в Каменце начальную народную школу, в которой его учителем был серболужицкий писатель и один из основателей культурно-просветительской организации «Домовина» Франц Краль. С 1912 года обучался в средней школе в Будишине. С 1913 года по 1917 год обучался в Лужицкой семинарии в Праге. В это же время проходил обучение вместе с Яном Цыжем в Малостранской гимназии. В 1917—1918 годах принимал участие в Первой мировой войне. В 1918 году возвратился в Прагу, где продолжил своё образование в реальной гимназии, где его учителем был сорабист Йозеф Пата. После окончания гимназии поступил на юридический факультет Карлова университета. В 1920 году вступил в серболужицкую культурно-просветительскую организацию «Матица сербская». Будучи студентом, участвовал в деятельности чешского «Общества друзей Лужицы». В 1922 году оставил своё обучение в Карловом университете.
С 1922 года стал работать политическим журналистом в чехословацком информационном агентстве ČTK. С 1930 года по 1933 год работал свободным журналистом. В 1933 году возвратился на работу в ČTK, в котором стал зарубежным корреспондентом. Работал в Югославии (1927—1928 годах), Болгарии (1929—1939 годах), Турции и Греции. С 1939 года был корреспондентом ТАСС. Во время своего пребывания на службе в ČTK писал многочисленные статьи в серболужицкой периодической печати. В 1922 году перевёл на верхнелужицкий язык книгу «Новая Европа» чешского президента Томаша Масарика. Занимался переводами различных авторов с русского, французского, польского, сербохорватского, английского и болгарского языков на чешский и верхнелужицкий языки.
После начала Второй мировой войны покинул Европу и проживал на Ближнем Востоке, где продолжил работу корреспондентом ČTK. В Иерусалиме издавал еженедельную газету на чешском языке «Naše osvobození» (Наше освобождение). С 1946 года был корреспондентом ČTK в Париже, Лондоне, Москве и при ООН в Нью-Йорке. В перерывах между заграничными командировками работал во внутренней редакции ČTK в Праге. Летом 1947 года написал репортажи под названием «Z Kamjenskim nosom» о военных конференциях, которые проходили в Лондоне и Москве.
В конце своей жизни преподавал в Серболужицкой семинарии в Праге. Скончался 22 января 1974 года и похоронен в Праге.